# Alain B. L. Gérard
Pour les articles homonymes, voir Alain Gérard et Gérard.
Alain, Bernard, Léon Gérard, né le 17 décembre 1932 à Liège (Belgique) et mort le 1er avril 2022 à Cépet, est un artiste-peintre, auteur, philosophe français.

## Formation
- Docteur en droit (Université libre de Bruxelles, 1955)
- Docteur en philosophie (Paris-Sorbonne, 1982).

## Carrière
- Ancien cadre supérieur d'entreprise, spécialiste en marketing, études de marché et sondages d'opinion :
  - 1957 - 1970 : Unilever et Procter & Gamble, en Belgique, Pays-Bas, Espagne, Portugal, États-Unis
  - 1970 à 1991 : La Dépêche du Midi à Toulouse.

Actuellement en retraite de ces activités. Président d'Honneur du GREP-Midi Pyrénées à Toulouse (Groupe de recherche pour l'éducation et la prospective), association culturelle reconnue d'utilité publique et directeur de publication de la revue Parcours-Les cahiers du GREP-Midi Pyrénées.
Directeur de la collection « Réponses philosophiques » aux éditions Érès à Toulouse.
Également artiste-peintre (plusieurs expositions)
Maire-adjoint de la commune de Castelnau-d'Estrétefonds (Haute-Garonne).